# Nextel Brasil
A Nextel Telecomunicações, ou Nextel Brasil foi uma empresa de telecomunicações, subsidiária brasileira da NII Holdings.
A origem do nome é "Next" (em inglês significa próximo, posterior, próxima geração) e "tel" de telefone.
No Brasil, o início das operações deu-se em 1997 com o sistema de radio trunking push-to-talk (PTT). A partir de 2010, a empresa foi autorizada pela Anatel a ingressar no Serviço Móvel Pessoal (SMP) obtendo licenças para cobertura nacional de voz e dados de telefonia celular de terceira e quarta gerações (3G e 4G).

## Tecnologia
Inicialmente, o iDEN é uma tecnologia de rádio-comunicação via celular (funciona da mesma forma que os sistemas celulares tradicionais), baseado na tecnologia TDMA (Apesar de em alguns aspectos, a tecnologia ser mais parecida com o GSM). A grande diferença desta tecnologia é o sistema de comunicação por rádio half-duplex (apesar de haver alguns aparelhos que suportam o rádio full-duplex, permitindo que ambos falem durante a comunicação de rádio), em portadoras de 25 kHz por evento de despacho (pressionar de botão), sendo que caso os dois usuários estejam cobertos pela mesma célula, a comunicação de ambos apenas vai ocupar 50 kHz do espectro da rede (contra 200 kHz da comunicação do GSM). Lembrando que a Nextel possuía 15 MHz na faixa de 800 MHz e postergou, recentemente, mais 10 MHz para suportar o número crescente de usuários.
A princípio, é uma tecnologia proprietária da Motorola, porém, licenciada também por alguns fabricantes, como a RIM, que possui alguns aparelhos iDEN Blackberry.
Na transmissão de voz, essa tecnologia também pode ser utilizada como telefone celular, porém, não com a mesma qualidade do rádio-despacho, devido, possivelmente, à largura de banda usada na voz (25 kHz), e os codecs de voz utilizados.
A transmissão via iDEN foi encerrada em 2018.

## Uso do rádio de Fleet*ID
Para se utilizar o rádio, é necessário saber o código internacional (caso seja cliente internacional) + o Fleet + o Id da pessoa, e pressionar o botão de rádio para chamar (é emitido um bip no telefone de destino, indicando uma "chamada de atenção"). Seria algo como 55*010*333333, sendo um tipo de numeração interna da Nextel, para identificar o usuário.

## Planos PMG
A Nextel criou planos de acordo com o perfil do cliente. Os planos PMG são planos pós pagos flexíveis, nos quais o cliente escolhe a quantidade de internet e tem um pacote de voz ilimitado. Nos planos pós-pagos, a operadora também permite o compartilhamento com dependentes em um plano família.[carece de fontes?]

## Uso de dados
A rede de dados do iDEN não seria bem um forte da Motorola, pois o sistema Packet Data navega apenas a uma velocidade de 28,8 kbps (o que é surpreendente, se considerar o espectro usado pela tecnologia). Existe um fork da tecnologia produzido pela Motorola, chamado WiDEN, que foi comercializado apenas nos EUA, que consiste num aprimoramento do uso de espectro da tecnologia, fazendo com que você, utilizando um modem WiDEN, que pode chegar a até 128k com a tecnologia.

## Cobertura e foco

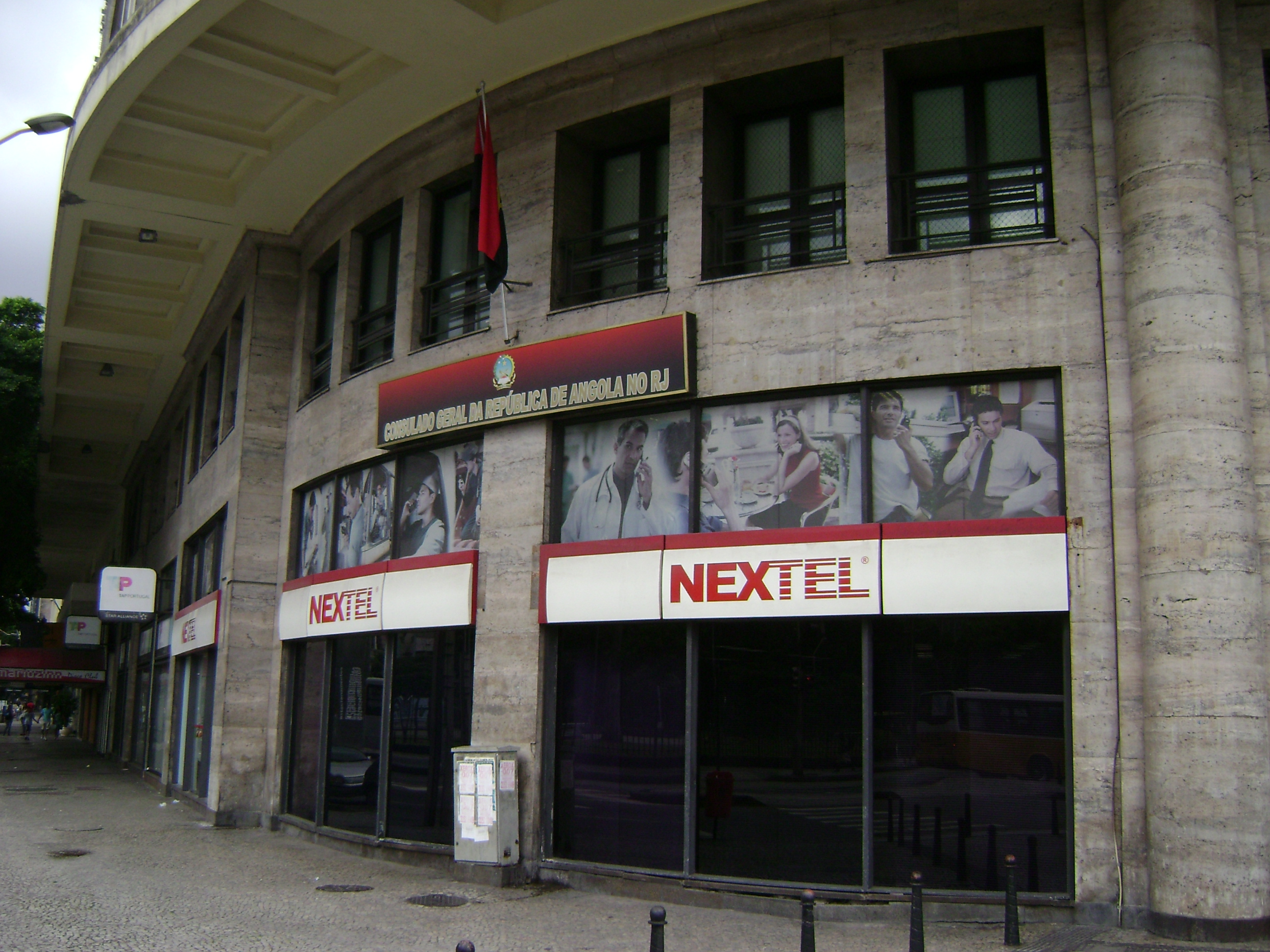
Lojas na Nextel ao lado do Consulado de Angola, no Rio de Janeiro.

A cobertura iDEN da Nextel era limitada às principais cidades de onze estados brasileiros mais o Distrito Federal, enquanto as maiores operadoras brasileiras de serviço móvel pessoal operam em todos estados da federação e na maior parte das cidades.
A partir de Janeiro de 2009, a Nextel abriu a comercialização do sistema iDEN também para usuários Pessoa Física, desde que comprovem pertencer a um grupo de pessoas naturais com atividade específica. No caso de pessoas naturais, a contratação também depende de prévia comprovação de atividade específica.
Na primeira quinzena de dezembro de 2010 a Agência Nacional de Telecomunicações (ANATEL) leiloou as concessões da última faixa de frequência disponível para serviços em tecnologia 3G no Brasil. O órgão dividiu as faixas de frequências em treze lotes geográficos, dos quais a NEXTEL arrematou onze, o que permite o direito da empresa ofertar Serviço Móvel Pessoal em praticamente todo território nacional. Para arrematar os lotes a operadora desembolsou 1,21 bilhão de reais de um projeto orçado em até 5,5 bilhões de reais até 2014 para expandir sua participação no mercado brasileiro.
Na segunda quinzena de dezembro de 2010 a operadora anunciou o "Plano de Cem Dias" que visa a iniciar a primeira fase de comercialização dos primeiros Serviço Móvel Pessoal em 3G, inclusive com ofertas para usuários pré-pagos, em 12 meses. A empresa oferecia apenas planos controle e pós-pago.
A empresa iniciou a comercialização de planos 3G no Estado de São Paulo em dezembro de 2012 e no Estado do Rio de Janeiro em junho de 2013. 
A rede 3G da NEXTEL é baseada na tecnologia WCDMA e tem como fornecedora a empresa chinesa Huawei.
Em junho de 2014, a Nextel passou a oferecer serviços 4G para clientes na cidade do Rio de Janeiro. O 4G da Nextel é baseado na tecnologia LTE e também tem como fornecedora a chinesa Huawei.

## Ações promocionais no Brasil
- Fábio Assunção em “Ser feliz é ser quem você é”
Fabio Assunção iniciou sua trajetória como ator atuando em novelas da Rede Globo como “Meu Bem Meu Mal”. A nova campanha da Nextel com o ator traz como mote principal a felicidade. Atuando como Doutor Saulo na campanha on-line, Fábio Assunção, interage com as pessoas de uma forma divertida e original através do Facebook ou pela webcam.

- I1 é smartphone da Motorola com rádio Nextel
A Nextel se juntou ao Smartphone Touch e nasceu o i1. Um celular que une inteligência com sensibilidade e economia com elegância. Tela touch screen, aplicativos exclusivos e uma experiência tecnológica única. Tudo isso somado ao rádio, para falar à vontade, sem limite. E ainda tem câmera, músicas, jogos e muito mais. Enfim, tudo o que um celular precisa ter. O artista Terry Border criou peças exclusivas que foram usadas na campanha de lançamento do produto.

- Nextel em “MV Bill – O Bem não tem limites”
A Nextel lançou sua campanha “O Bem Não Tem Limites” com o músico MV Bill contando no site o que não podia falar na televisão. Trouxe vários depoimentos exclusivos para a internet e uma ação repleta de celebridades através do Twitter chamada “Lance do Bem”- na qual ganhava quem desse um palpite e chegasse mais perto do valor do real dos objetos.

- Música Sem Limites com Herbert Vianna
A Nextel convidou para a continuação da sua Campanha Sem Limites um ícone do rock brasileiro e de superação de limites: Herbert Vianna. Trouxe ainda uma promoção onde os participantes da faziam um vídeo cantando uma versão de “Lanterna dos Afogados” e concorriam a guitarras autografadas pelo próprio Herbert.

Também no Brasil a empresa foi condenada por danos morais no Rio de Janeiro, por permitir o envio anônimo de mensagens de texto caluniosas a um dos clientes.

## Aquisição
No mês de março, em 2019, a América Móvil que é detentora da Claro no Brasil, adquiriu as operações da Nextel - operadora que pertencia ao grupo NII Holdings e AI Brasil, por US$ 905 milhões de dólares (o equivalente a R$ 3,5 bilhões de reais). 
Com a compra da Nextel, a Claro se consolida no 2° lugar da telefonia móvel - com 26,05% de participação, ganha 3,3 milhões de clientes - passando a possuir quase 60 milhões de clientes, e os espectros adquiridos pela primeira.
Em 9 de setembro de 2019, o Conselho Administrativo de Defesa Econômica (CADE) aprovou sem restrições a compra da Nextel pela Claro. O parecer do CADE destaca que a Nextel é uma operadora “eminentemente regional”, tendo baixa participação de mercado quando comparada com as demais. O órgão também destaca que as concorrentes “têm capacidade de absorver uma eventual demanda desviada em virtude de qualquer tentativa de poder de mercado”. A negociação para ser concluída ainda precisa de aprovação da Anatel.
Em 30 de setembro de 2019, a Agência Nacional de Telecomunicações (Anatel) autorizou a compra da Nextel pela Claro. A decisão foi feita por unanimidade pelo Conselho Diretor e estabeleceu prazo de até seis meses para a efetivação do negócio.
Em 18 de dezembro de 2019, a compra das operações da Nextel pela Claro foram concluídas.
Em outubro de 2020, Nextel foi renomeado para Claro Nxt.